# قبح سنوف
قبح سنوف («و يعني اسمه بالمصرية القديمة: الذي ينعش إخوته») هو إله مصري قديم، وهو أحد أبناء حورس الأربعة، إله الحماية وجهة الغرب. في إعداد المومياوات أثناء التحنيط، كانت تستخدم الآنية الكانوبية المخصصة له لتضم أمعاء المتوفى، وكان يمثل على هيئة مومياء برأس صقر. وقد كان محمياً من قبل الإلهة سرقت، وقد كانت الأمعاء ضحايا للسم دائماً، في حالة الموت بالتسمم، فالإلهة سرقت التي تحمي هذه الآنية الكانوبية هي المناسبة لهذا العمل لما تحمله من مصل للسموم من العقرب.
و في كتاب الخروج للنهار الفصل 151 يتحدث قبح سنوف قائلاً:
[قبح سنوف يقول:]. "أنا ابنك يا أوزوريس-آني المنتصر.. أتيت لأحميك.. جمعت معاً أعضاءك وربطت معاً عظامك، وأحضرت قلبك ووضعته فوق عرشه داخل جسدك، لقد جعلت منزلك يزدهر يا من أنت حي إلى الأبد.
و باتحاد قبح سنوف مع الآلهة مأأ-أتف وخري-بقف وحور-خنتي-مأأ وأبناء حورس الأربعة (الثلاثة الآخرين هم إمستي، حابى ودواموتف) كان يتم تكوين ما يعرف باسم «السبعة الساطعين» كحماة لجسد أوزوريس.
| الاسم    | التجسيم | العضو المحمي | الإلهة الحامية | الجهة الأصلية |
| -------- | ------- | ------------ | -------------- | ------------- |
| قبح سنوف | صقر     | الأمعاء      | سرقت           | الغرب         |

## اقرأ أيضاً
- إمستى
- دواموتف
- حابي

## هوامش
1. ↑   Budge, E. Wallis. The Book of the Dead: The Papyrus of Ani. (1895) نسخة محفوظة 03 يوليو 2017 على موقع واي باك مشين.
2. ↑  برت إم هرو : كتاب الموتى الفرعوني عن بردية آني بالمتحف البريطاني - سير والس بادج - ترجمة : د. فيليب عطية - صـ 157- 158